# Lasse-Majas detektivbyrå (TV-serie, 2006)
För andra betydelser, se Lasse-Majas detektivbyrå (olika betydelser).
Lasse-Majas detektivbyrå (stiliserat LasseMajas detektivbyrå) var SVT:s julkalender 2006 i samarbete med Svensk Filmindustri. Den handlar om tioåringarna Lasse och Maja, som hjälper en velig polismästare med att lösa deckargåtor. Det utspelar sig i en stad kallad Valleby. Serien, som är baserad på böckerna av Martin Widmark och Helena Willis, spelades in i SVT:s studior under våren 2006. 2006 kom även ett datorspel på temat.
Huvudrollerna som detektiverna Lasse, Maja och Polismästaren spelas av Teodor Runsiö, Matilda Grahn och Tomas Norström, känd från TV-serien och filmen Pistvakt.
Lasse-Majas detektivbyrå var den första av Sveriges Televisions julkalendrar som spelades in i HDTV och sändes även i SVT:s HDTV-kanal.

## Handling
Det närmar sig jul och polismästaren i staden Valleby tänker sätta upp ett julspel till minne av sina föräldrar men en massa brott kommer emellan. Han tar därför hjälp av två unga detektiver, Lasse och Maja. Lasse och Maja har en egen detektivbyrå och som löser brotten. När orkestern får reda på att polismästaren inte samlat ihop nog med skådespelare blir de alltmer tveksamma till hans amatörmässiga metoder.

### Café-rånaren
Avsnitt 1-4.
När Café Marsaan blir rånat blir det upp till Lasse och Maja och polismästaren att ta reda på vem rånaren är, hur de ska ta fast honom och hur han vet när kassan är full.
Skyldiga: Steve Marsaan, ägaren, och Ulla, caféts chef. Steve hade påstått att han och Ulla skulle öppna nytt i S:t Tropez, men egentligen ville han bara ta nog med pengar så att det räckte till en båt så han själv skulle kunna segla i Medelhavet.

### Mumiens förbannelse
Avsnitt 4-7.
En tavla blir stulen på det lokala museet precis när en gammal mumie har flyttats dit. Snart får museichefen ett utpressningsbrev som kräver henne på en stor summa pengar, eller så kommer fler tavlor stjälas.
Skyldig: Cornelia, städerskan på museet. Sen den nya chefen, Barbro Palm, kom dit hade hon varit vidrig mot alla anställda. Cornelia ville hämnas och klädde ut sig som mumie och tog tavlan.

### De stulna diamanterna
Avsnitt 7-10.
Muhammed Karat är ensam i världen om att ha två exakt identiska diamanter. När den ena, Rex, blir stulen trots att han har en diamant-detektor och alltid har nycklarna runt halsen beslutar han sig för att stänga affären eftersom stölden kommer leda till att intresset för hans affär kommer sjunka. Snart blir även den andra, Rio, stulen - och Lasse och Maja får allt mindre tid på sig at hitta tjuven.
Skyldig: Lollo Smith. Han hade ärvt en massa pengar efter sin pappa, men diamanterna var inte till salu. Han gröpte ur ett äpple, la i Rex, släppte ner äpplet i stuprännan, plockade upp det när han stannade på sin joggingtur för att stretcha och lade det sen i ett fack på posten. Sen gjorde han samma sak med Rio.

### Ficktjuven på marknaden
Avsnitt 10-13.
Lasse och Maja beslutar sig för att ta en kort semester och går på en lokal julmarknad. När de går på "Isprinsessans" isdansföreställning blir Lasses och alla andra åskådares plånböcker och värdesaker stulna.
Skyldig: Isprinsessan. Hon var trött på att ständigt behöva flytta runt till nya städer och tänkte använda de stulna pengarna så att hon och hennes pappa skulle kunna stanna någonstans. Hon lärde sin apa, Sylvester, att krypa runt bland åskådarna när de applåderade och ta deras värdesaker. Men polismästaren arresterade inte henne, utan lät henne sköta om en rökmaskin i julspelet.

### Det stulna slutet
Avsnitt 13-16.
En känd författare, Frank Franksson, kommer tillbaka till sin gamla hemstad Valleby för att förhandsläsa sin nya bok, "Kärlek på Prärien". Plötsligt blir han och Jonas Boklund, ägaren till den lokala bokhandeln, ovänner efter att ha varit vänner i flera år. När Frank förhandsläser sin bok slutar han precis innan slutet. När han ska läsa färdigt slutet nästa dag svimmar han efter att ha druckit lite vatten, och när han vaknar säger han att slutet blivit stulet.
Skyldig: Ingen var skyldig till något olagligt. Jonas och Frank hade slagit sig ihop. Jonas skulle skriva böckerna och Frank skulle vara ansiktet utåt för att böckerna skulle sälja bättre och så delade de på vinsten. De hade kommit överens om att efter 10 böcker skulle de avslöja hemligheten. Men när Frank kom till Valleby hade han ångrat sig och skulle ta äran för böckerna själv. Därför gav inte Jonas honom slutet. När Frank svimmade hade han bara lagt en huvudvärkstablett i vattnet och låtsats svimma.

### Den stulna hunden
Avsnitt 16-19.
Hotellägaren Ronny Hazelwood berättar för polismästaren att han har skulder på 200 000 kr. Den rika familjen Åkerö kommer till hotellet med sin kinesiska äppeltax Ribston. Dagen därpå är hunden borta och familjen kräver Ronny på vad hunden var värd, nämligen 200 000 kr. Ronny blir genast misstänkt. Även Pierre, piccolon, som är allergisk mot hundar och vägrade jobba kvar om hunden skulle vara på hotellet. Snart hittar Maja ett tidningsurklipp med en annons från någon som är beredd att betala en stor summa pengar för ett frimärke som Ronny har.
Skyldiga: Familjen Åkerö. De hade rest runt på flera olika hotell och bytt namn varje gång och låtit deras hund försvinna och sen krävt hotellen på pengar. Pierre hade klippt ut annonsen för att visa den för Ronny, så han kunde bli kvitt sina skulder.

### Guldstölden
Avsnitt 19-21.
Sveriges guldreserv läggs in på banken i Valleby för att fraktas vidare till Stockholm dagen därpå. På morgonen dagen då det ska fraktas vidare visar det sig att alla guldtackorna blivit stulna trots bankens avancerade säkerhetssystem. Efter att ha fått höra vad "guldtokig" betyder är Lasse livrädd för att drabbas.
Skyldiga: Bankdirektör Hammar och kamrer Rutger Björkhage. Rutger var OS-gymnast i sin ungdom och kunde därför lätt trycka in sig i en låda med falsk botten. När han kom ut på natten gned han in guldtackorna i såpa och skickade dem en och en mot dörren, under laserstrålarna, till bankdirektören. Efter det använde Rutger sina gymnastiska kunskaper för att ta sig förbi laserstrålarna.

### Teatersabotören
Avsnitt 22-24.
Någon skickar en tårta till skådespelarna och orkestern. De enda som äter av den är orkestern och Muhammed Karat. Efter en stund får de magbesvär och kan inte medverka, så hela föreställningen måste ställas in. Efter att ha fått en hemmagjord medicin på rotfrukt och märgpipa tillfrisknade de. Polismästaren besöker för första gången LasseMajas detektivbyrå och blir på hemvägen kidnappad.
Skyldig: Prästen. Hela december hade hon försökt få kontakt med polismästaren och diskutera om hon kunde få en roll i julspelet. Efter att ha fått kalla handen flera gånger tog hon honom till kyrkan och tvingade honom att låta henne göra en privat audition. Lasse och Maja tog fast henne, men polismästaren arresterade inte henne, utan lät henne spela Jesus i föreställningen.

## Rollfigurer
- Lasse och Maja, spelas av Teodor Runsiö och Matilda Grahn. Två av tre huvudpersoner, två 10/11-åringar med en passion för att lösa brott med en egen detektivbyrå.
- Polismästaren, spelas av Tomas Norström. Den tredje huvudpersonen. Polismästare i den lilla staden i nästan 23 år, och har aldrig tidigare skådat någon större kriminalitet.
- Solskensorkestern, spelas av Maria Langhammer (Ingeborg), Wallis Grahn (Svenborg) och Maria Sundbom (Gunborg). Solskensorkestern är en professionell orkester som anställs av polismästaren för att medverka i julspelet.
- Prästen, spelas av Pia Johansson. Bor ensam i kyrkan och vill mer än gärna medverka i julspelet, men vet inte hur hon skall gå till väga.
- Sally Solo, spelas av Veronica Dahlström. Journalist för Valleby-bladet.
- Dino Panini, spelas av Robin Keller. Jobbar på Café Marsaan. Han är god vän med Sara och lider av talfel.
- Sara Bernhard, spelas av Emelie Rosenqvist. Jobbar på Café Marsaan.
- Ulla Bernhard, spelas av Annette Stenson-Fjordefalk. Chef på Café Marsaan.
- Steve Marsaan, spelas av Christer Fant. Café Marsaans ägare.
- Barbro Palm, spelas av Margareta Stone. Chef på Vallebys museum.
- Krister Lönn, spelas av Michael Segerström. Nattvakt på museet. Han talar lite sluddrigt.
- Cornelia, spelas av Charlotte Strandberg. Städerska på museet.
- Pernilla, spelas av Charlotta Åkerblom. Student inom hudvårdsterapi och hon jobbar deltid som kassörska på museet.
- Muhammed Karat, spelas av Hassan Brijany. Juvelerare och äger en affär.
- Lollo Smitt, spelas av Jonas Karlsson. Lokal "sprätthök" som jobbar i Muhammeds affär med att tillverka smycken.
- Siv Leander, spelas av Rachel Mohlin. Arbetar i Muhammeds affär.
- Ture Modig, spelas av Lennart Jähkel. Jobbar i Muhammeds affär med att tillverka smycken, hans pappa ägde butiken före Muhammed.
- Trollande Tore, spelas av Morgan Alling. Driver ett lyckohjul på julmarknaden.
- Pyro-Pekka, spelas av Simon Norrthon. Knivkastare på marknaden.
- Margareta, spelas av Anna-Carin Franzén. Driver ett godishjul på julmarknaden.
- Korv-Kalle, spelas av Thomas Olofsson. Korvförsäljare på julmarknaden.
- "Isprinsessan" Sofia, spelas av Amy Diamond. Konståkare på julmarknaden.
- Pappa Björn, spelas av Nils Moritz. Isprinsessans pappa.
- Frank Franksson, spelas av Jacob Ericksson. Känd författare som återvänder till Valleby för att förhandsläsa sin nya bok, "Kärlek på Prärien".
- Jonas Boklund, spelas av Johan Ulveson. Ägaren till en lokal bokaffär.
- Ronny Hazelwood, spelas av Johan Rheborg. Ägaren till hotellet i Valleby.
- Familjen Åkerö, spelas av Peter Dalle (herr Åkerö), Ann Petrén (fru Åkerö) och Joy Linnér Klackenberg (Pomona Åkerö). Rik familj som bor på Ronnys hotell.
- Pierre Chaloppes, spelas av Özz Nûjen. Piccolo på Ronnys hotell.
- Riita, spelas av Ellen Jelinek. Kock på Ronnys hotell.
- Bankdirektör Hammar, spelas av Carl-Magnus Dellow. Direktör för Valleby-banken.
- Rutger Björkhage, spelas av Anders Andersson. Kamrer i Vallebys bank.
- Maria de La Cruz, spelas av Alexandra Rapaport. Säkerhetschef på banken.

## Papperskalender
Årets kalender ritades av Helena Willis och föreställer en kaotisk scen som Lasse, Maja och polismästaren utreder.

## Visning och utgivning
Serien har repriserats på SF-kanalen och SVT (2013).[källa behövs]
Serien utgavs 2007 på DVD.

## Datorspel
I samband med julkalendern utkom också ett datorspel med samma namn som bygger på serien utvecklat av Bajoum Interactive och distribuerat av Pan Vision.